# St.-Jakobus-Kirche (Freital)

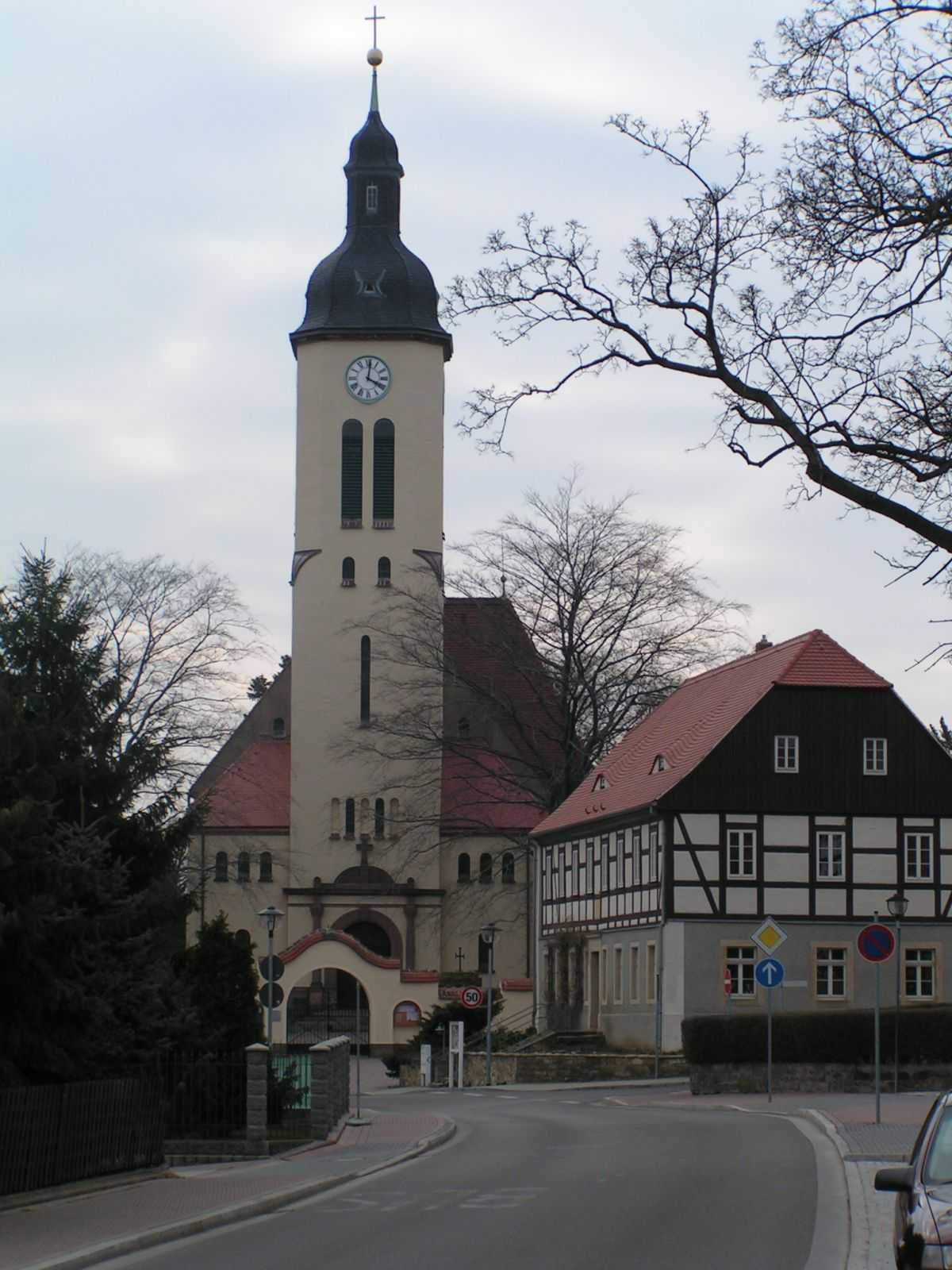
St.-Jakobus-Kirche, vom Dorfplatz aus gesehen

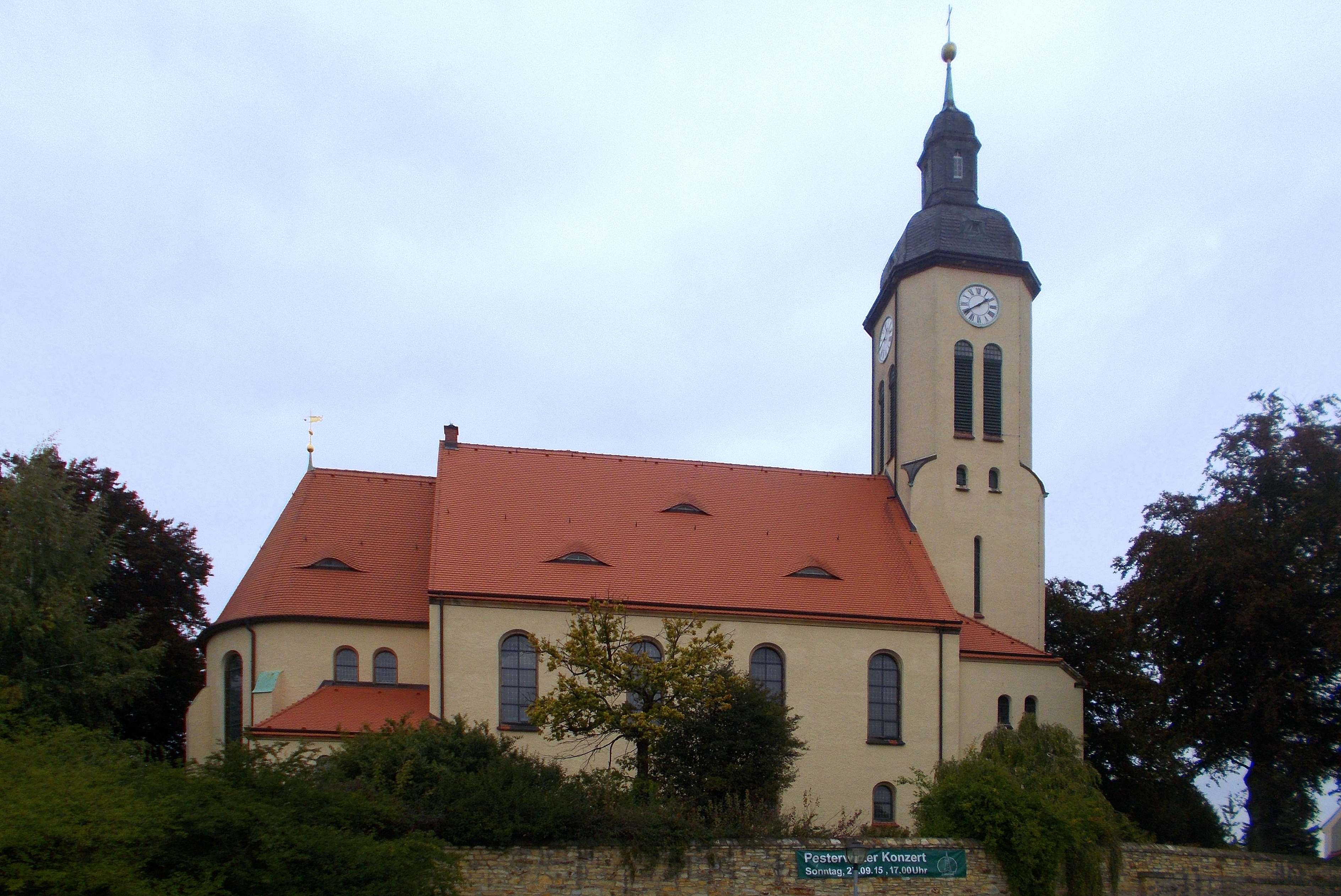
Ansicht von der Straße „Zur Jakobuskirche“ (2015)

Die St.-Jakobus-Kirche ist ein im Stil des Historismus errichtetes evangelisch-lutherisches Kirchengebäude im Freitaler Stadtteil Pesterwitz. Sie liegt westlich des Pesterwitzer Gutshofs und des ehemaligen Rathauses und steht als Pesterwitzer Kulturdenkmal unter Denkmalschutz.

## Geschichte

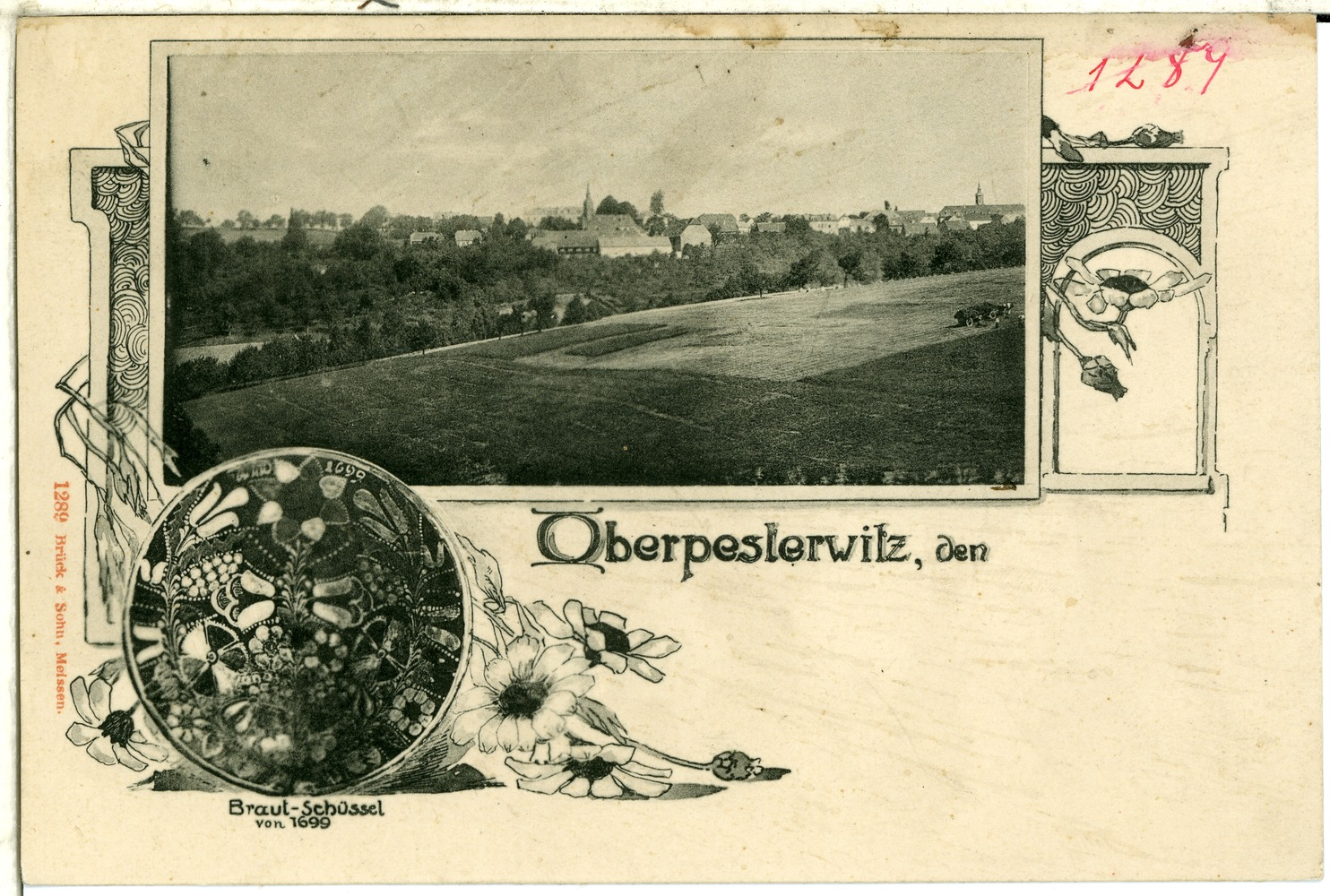
Ansichtskarte von Pesterwitz mit dem Vorgängerbau der heutigen Kirche (in der Bildmitte), um 1899

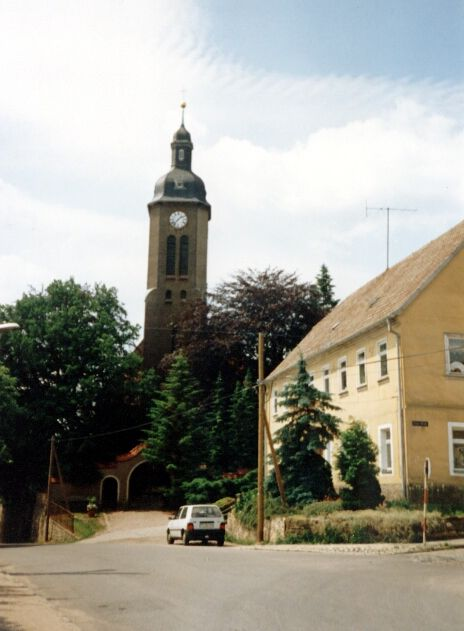
St.-Jakobus-Kirche (1992)

Die St.-Jakobus-Kirche ist die vierte Pesterwitzer Kirche. Zuvor existierten bereits zwei Gotteshäuser an diesem Standort und eines an einem anderen. Nach dem Abriss des Vorgängerbaus, der von 1478 bis 1904 genutzt wurde, erfolgte am 11. Juli 1905 die Grundsteinlegung für die heutige Kirche. Architekt war Woldemar Kandler, der bereits zahlreiche Kirchengebäude in Sachsen und Böhmen entworfen hatte. Im Unterschied zum Vorgängerbau befand sich der Kirchturm beim Neubau nun dem Dorf zugewandt im Osten. Das Eingangsportal der alten Kirche wurde integriert, die Orgel hingegen war ein Neubau aus der Dresdner Werkstatt Jahn. Am 11. November 1906 wurde die fertiggestellte Kirche geweiht. Sie trägt den Namen zu Ehren des Apostels Jakobus dem Älteren. Der Neubau der Kirche kostete 250.000 Mark, die letzten Kredite dafür wurden erst 1963 abgezahlt.
Im Jahr 1993 bekam die Pesterwitze Kirche eine neue Orgel, die Georg Wünning aus Großolbersdorf erbaute. Der Kirchturm und das Uhrwerk erhielten 2003 eine Generalüberholung.
Zum Kirchgemeindegebiet Pesterwitz sind die Gebiete von Altfranken, Altroßthal, Neunimptsch (zu Dresden) sowie Saalhausen, Zauckerode und Niederpesterwitz (zu Freital) eingepfarrt.
Die Kirche ist Teil des Sächsischen Jakobswegs und damit auch Anlaufstelle für Pilger, die auf dem Abschnitt zwischen Dresden und Grumbach unterwegs sind. Für die Reisenden existiert nahe der Kirche ein Gästehaus.
Pfarrer war seit 1998 bis 2021 Matthias Koch. In der Kirche finden regelmäßig Veranstaltungen und Konzerte statt, so etwa die „Pesterwitzer Konzerte“. Außerdem tritt der „Kammerchor Pesterwitz“ in der St.-Jakobus-Kirche auf.
Das ursprüngliche Bronzegeläut musste im Ersten Weltkrieg als Metallspende abgegeben werden. Aus der Apoldaer Glockengießerei Schilling & Lattermann wurden 1920 drei Eisenhartgussglocken besorgt. Die inzwischen stark verrosteten Glocken wurden im Februar 2013 abgenommen. Im März wurden drei neue Bronzeglocken aufgezogen und zu Ostern zum ersten Mal geläutet. Die Eisenhartgussglocken wurden anschließend restauriert und vor der Kirche, in Zauckerode sowie im Garten des Schlosses Burgk aufgestellt.
Seit dem 2. Januar 2021 gehört die Kirchgemeinde zum Ev.-Luth. Kirchgemeindebund Wilsdruff-Freital.

## Baubeschreibung
Das Kirchenschiff steht in Ost-West-Richtung, im Westen der neogotisch ausgestattete Altarraum, im Osten der rund 43 Meter hohe Kirchturm. Das Schiff ist säulenfrei und hat eine umlaufende Empore. Die Kanzel befindet sich links des Altarraums. Der Innenraum ist im Wesentlichen weiß ausgemalt, die Bleiglasfenster sind schmal und hoch. Die St.-Jakobus-Kirche hat rund 600 Sitzplätze. Das Altarbild fertigte der Dresdner Maler Robert Sterl an. Aus dem Vorgängerbau blieben der Altar von 1606 und der Taufstein von 1589 erhalten.
Zu beiden Seiten der Orgel befinden sich Porträts der Pfarrer Achatius Andreas Thomae und Johann Gottfried Thomae, die Großvater und Vater des Bildhauers Johann Benjamin Thomae aus Pesterwitz waren. Diese Bildnisse stammen aus dem endenden 17. Jahrhundert.

## Orgel
Die Orgel aus dem Jahr 1993 hat 28 Register auf zwei Manualen und Pedal. Sie besitzt 1815 klingende Pfeifen. Die Ton- und Registertrakturen sind mechanisch. Das Werk wurde von Orgelbauer Georg Wünning als Opus 25 in das bestehende Gehäuse erbaut, wobei er 4 Register übernahm. Die Disposition lautet:
| I Hauptwerk C–g3    |       |
| Bordun              | 16′   |
| Principal           | 8′    |
| Rohrflöte           | 8′    |
| Octave              | 4′    |
| Koppelflöte         | 4′    |
| Octave (aus Mixtur) | 2′    |
| Nasat               | 2 ⁄3′ |
| Cornett IV (ab g0)  | 4′    |
| Mixtur V            | 2′    |
| Trompete            | 8′    |
| Tremulant           |       |

| II Schwellwerk C–g3  |        |
| Gedackt              | 8′     |
| Quintatön            | 8′     |
| Gambe                | 8′     |
| Principal            | 4′     |
| Spitzflöte           | 4′     |
| Gemshorn             | 2′     |
| Octave (aus Scharff) | 1′     |
| Terz                 | 1 3⁄5′ |
| Sifflöte             | 1 ⁄3′  |
| Scharff III–IV       | 1′     |
| Rohrschalmey         | 8′     |
| Tremulant            |        |

| Pedal C–f1    |     |
| Principalbaß  | 16′ |
| Subbaß        | 16′ |
| Oktavbaß      | 8′  |
| Baßflöte      | 8′  |
| Choralbaß     | 4′  |
| Hintersatz IV |     |
| Posaune       | 16′ |

- Koppeln: II/I, I/P, II/P

## Friedhof
Direkt nordwestlich des Kirchengebäudes befindet sich der Pesterwitzer Friedhof. Er beherbergt einige ebenfalls als Kulturdenkmal ausgewiesene Bauwerke. Dazu gehört die Lucknerkapelle, in der Familienangehörige des als „Seeteufel“ bekannten Marineoffiziers Felix Graf von Luckner bestattet sind. Die Kapelle wurde im Jahr 1859 errichtet und ging 1977 in das Eigentum der Kirchengemeinde über. In der Grabkapelle sind folgende Angehörige bestattet (Angabe mit Lebensdaten):
- Gräfin Wilhelmine von Luckner (1817–1858)
- Graf Nikolaus von Luckner (1838–1864)
- Heinrich Wilhelm von Luckner (1805–1865)
- Graf Felix von Luckner (1849–1902)
- Gräfin Mathilde von Luckner (1853–1934)

Ein weiteres bedeutendes und geschütztes Denkmal auf dem Pesterwitzer Friedhof ist „Das Sechsfache Tränenopfer“, eine Grabstätte der Pfarrersfamilie Opitz. Um 1760 verlor sie sechs Familienmitglieder.
Die Grabstätte des Bergbaupioniers und Erfinders der Kohlenwäsche, Ernst Friedrich Wilhelm Lindig (1779–1852), befindet sich ebenfalls auf dem Friedhof. Sie wurde direkt über dem Tiefen Elbstolln angelegt, der unter dem Gelände des Friedhofs verläuft, und dessen Bau Lindig geleitet hat. Heute ist die ursprüngliche, oberirdische Grabanlage nicht mehr erhalten aber durch einen Gedenkstein kenntlich gemacht.

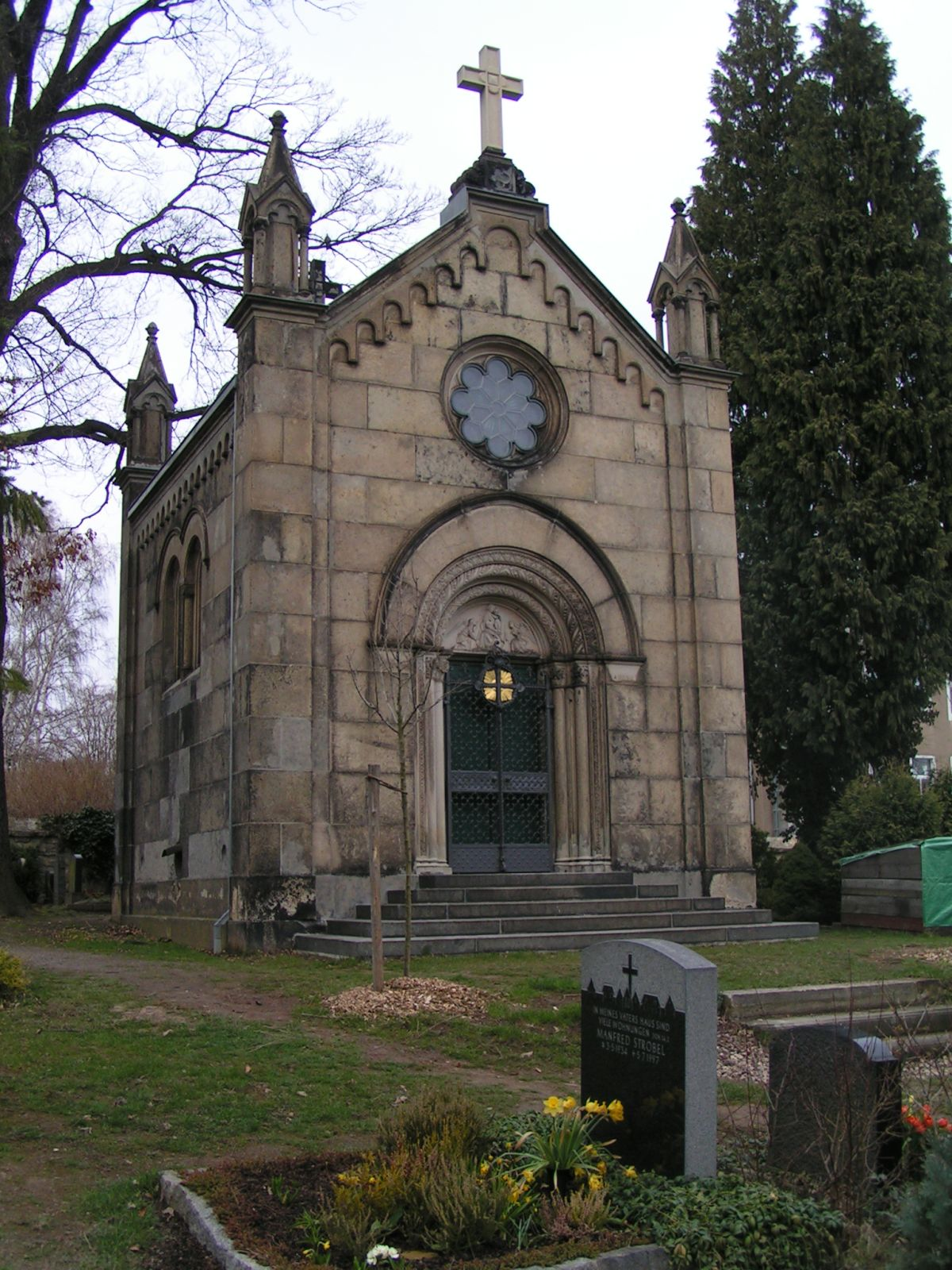
Lucknerkapelle
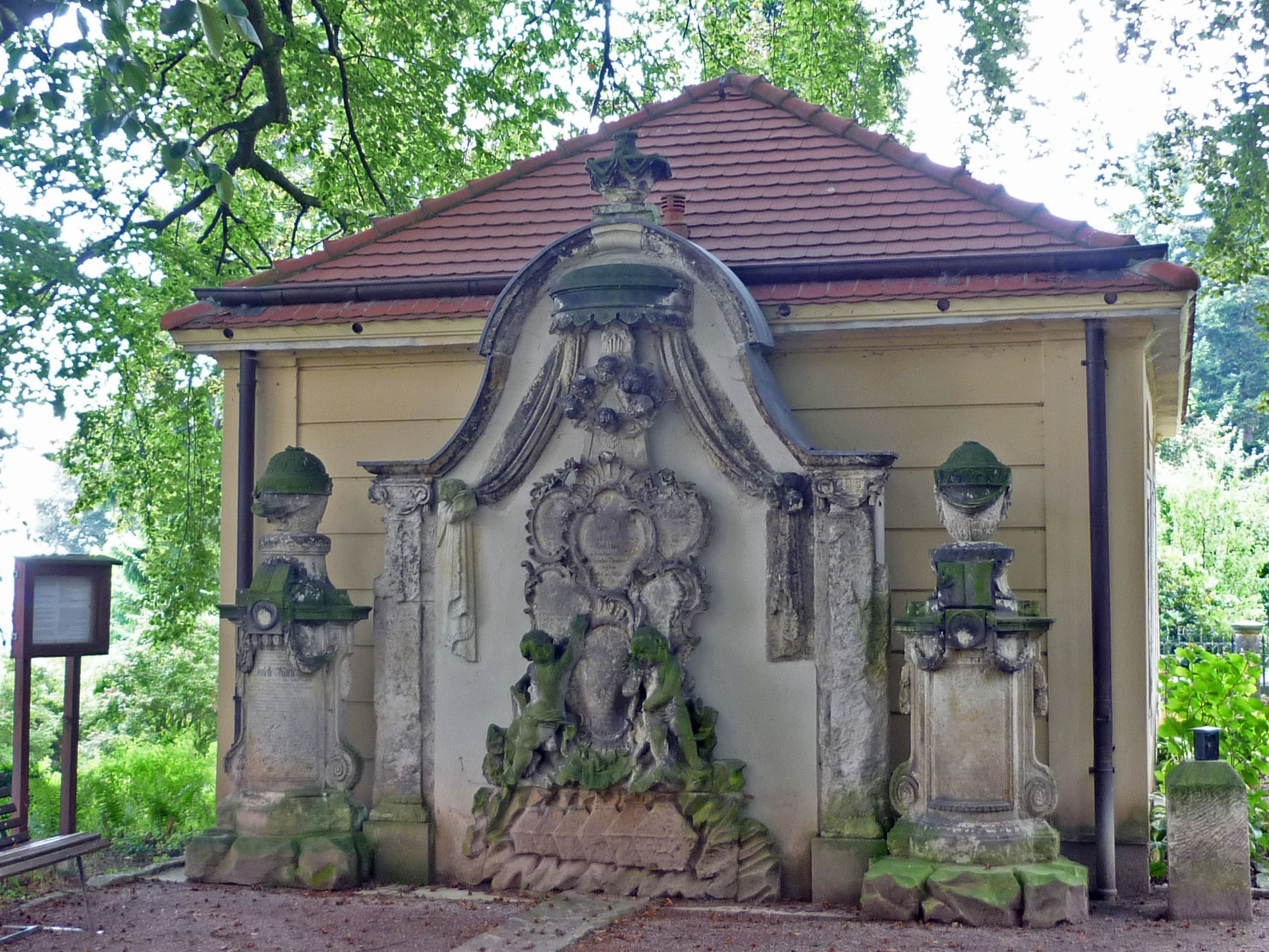
„Das Sechsfache Tränenopfer“ der Familie Opitz
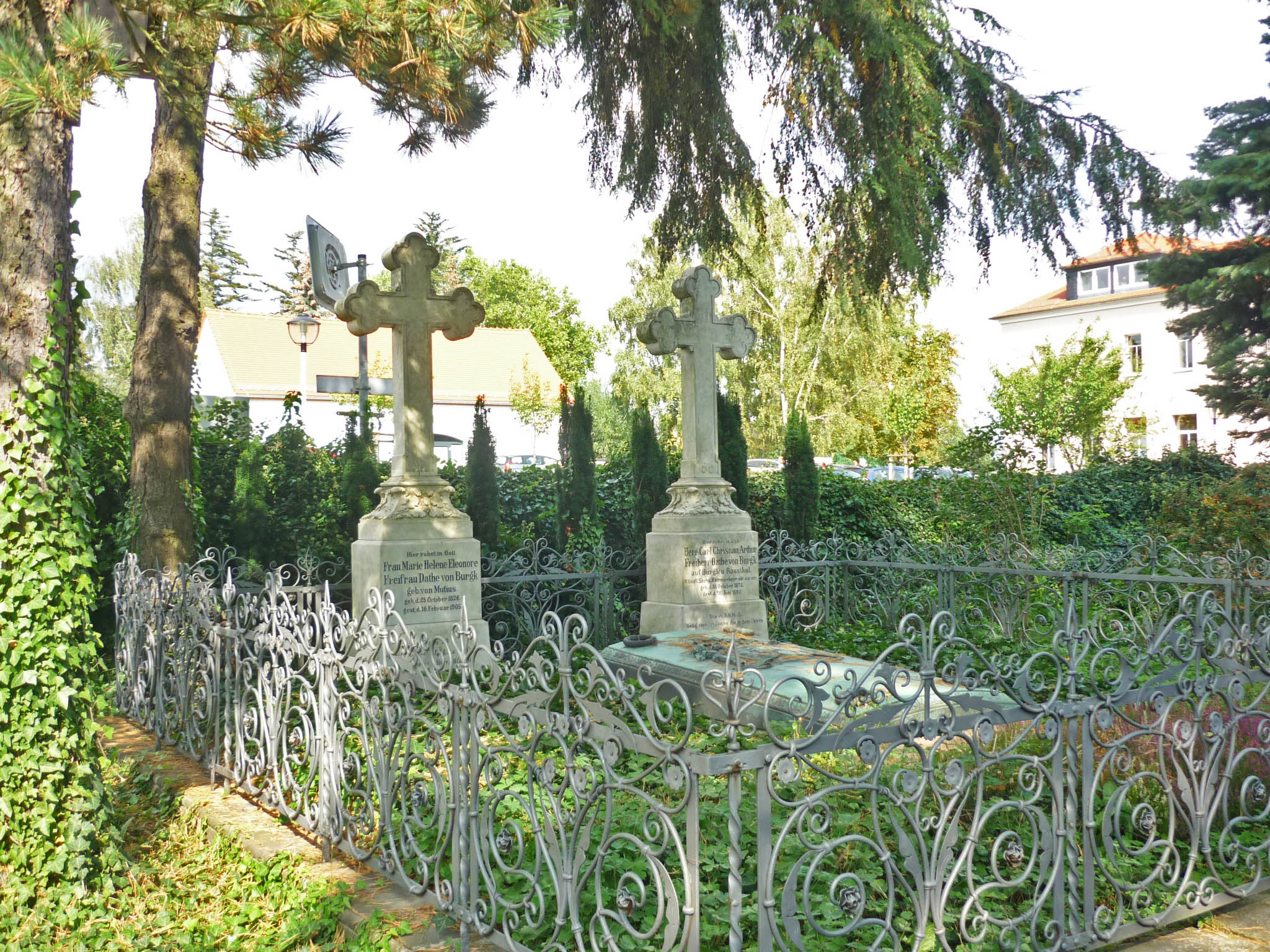
Grabmal der Familie Dathe von Burgk
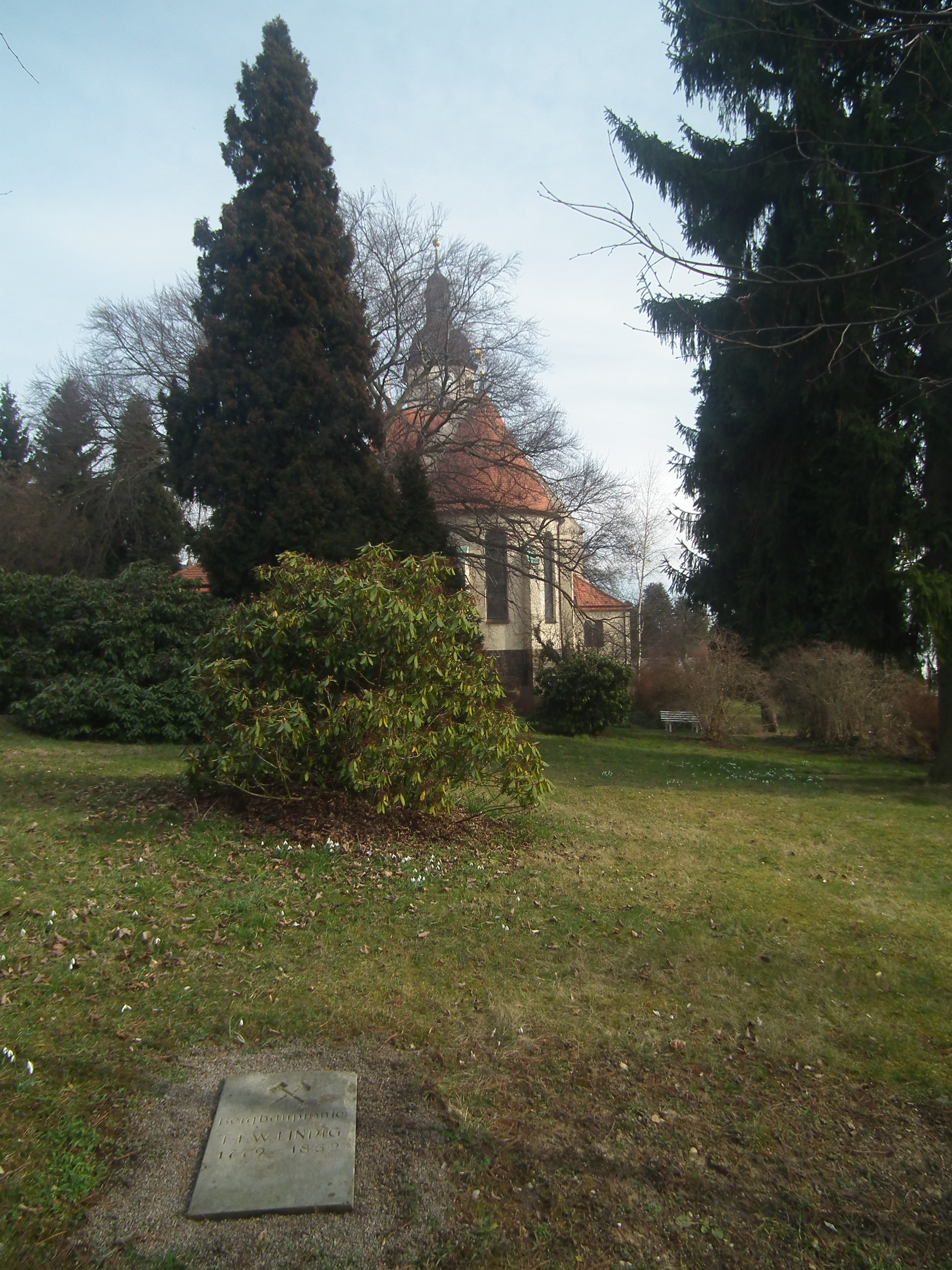
Gedenkstein für Ernst Friedrich Wilhelm Lindig